# Kim Dzsongil
Kim Dzsongil (hangul: 김정일, handzsa: 金正日, RR: Kim Jong-il; oroszul: Юрий Ирсенович Ким; Jurij Irszenovics Kim, vagy Ким Чен Ир; Kim Csen Ir; Pektuszanmirjong (Paektusanmiryong), 1941. február 16. – Phenjan, 2011. december 17.), észak-koreai politikus, a Koreai Népi Demokratikus Köztársaság legfelsőbb vezetője volt. Legismertebb megszólítása a Kedves Vezető (친애하는 지도자) volt, azonban időskorában már „Nagy Vezető”-ként (위대한 령도자) szólították, és habár a nyugati sajtóban rendszeresen úgy említették, mint „Észak-Korea Kedves Vezetője”, posztumusz titulusa is „Nagy Vezető” lett. Kim több címet is birtokolt egyszerre: ő volt a Nemzetvédelmi Bizottság elnöke (ez volt a legmagasabb hatalommal bíró állami, de nem államfői poszt 1998-tól), a Koreai Néphadsereg főparancsnoka és a Koreai Munkapárt főtitkára. Apját, az 1994-ben elhunyt Kim Ir Szent követte az ország élén. 2011 végén elhunyt, halála nyomán előléptették a Koreai Munkapárt Örökös Párttitkárává, illetve hároméves nemzeti gyászt hirdettek, ami 2014. december 17-én járt le. Az iránta tanúsított személyi kultusz ma is él: csakúgy mint a Kim-dinasztia többi tagját, fiát és apját is, az észak-koreai sajtó mindig teljes titulusával együtt említi.

## Gyermekkora
Az észak-koreai kormány titkolózó természete folytán sok, Kim Dzsongil életét érintő hivatalos állítás áll ellentmondásban külső forrásokkal.
Hivatalos életrajza szerint egy Pektu-hegy környéki titkos katonai támaszponton született 1942. február 16-án Kim Ir Szen és első felesége, a Koreában japánellenes hősnőnek tartott Kim Dzsongszuk első közös gyermekeként. Az életrajz arra is kitér, hogy születését egy fecske jövendölte meg, előre jelezte a hegy fölött megjelenő kettős szivárvány és egy új csillag az égen. Gyermekkori neve Jurij Irszenovics Kim volt, apja oroszosított neve után, legtöbbször Jurijnak hívták. Szovjet feljegyzések szerint azonban 1941-ben a szibériai Habarovszk melletti Vjatszkoje halászfaluban született, ott, ahol édesapja a főként kínai és koreai menekültekből álló 88. szovjet lövészdandár 1. zászlóaljának parancsnoka volt. Egyes feltételezések szerint születésének adatait utólag módosították[forrás?], hogy úgy tűnjön, születésekor apja 30 éves volt, ami kedvezőnek számít a koreai kultúrában.
Hároméves korában a második világháború véget ért és Észak-Korea újra független lett. 1945 szeptemberében édesapja visszatért Phenjanba, novemberben pedig Kim Dzsongil is követte Koreába, egy Szonbongba tartó szovjet hajón. A család egy japán tiszt kertes villájába költözött be. A ház medencéjében fulladt vízbe kétéves testvére. Egy évvel később, 1949-ben, egy halvaszületett gyermek szülése közben édesanyja is elhunyt, így 4 éves korától (gyermekein kívül) húga, Kim Gjonghi volt az egyetlen vér szerinti rokona.

## Tanulmányai
Hivatalos életrajza szerint iskolai tanulmányait a Mangjongde Forradalmi Iskolában kezdte. Az iskolát a Kim Ir Szen hadseregében szolgáló tisztek és a munkapárti hivatalnokok gyermekeinek tartják fenn. A koreai háború alatt apja Csilinbe, Mandzsúriába küldte. Hazatérve oktatását a Namszan középiskolában folytatták, ahol 1957 szeptemberétől a Demokratikus Ifjúsági Szövetség alelnöke volt. 1960 és 1962 között a kelet-németországi Légügyi Egyetemen tanult, majd visszatérve Észak-Koreába a Kim Ir Szen Egyetem diákja lett. Itt 1964-ben évfolyamelsőként szerezte meg diplomáját marxista közgazdaságtanból, filozófiából és hadtudományból. Egyetemi évei alatt egy phenjani textilüzemben, útépítő munkásként és a televízió műszaki alkalmazottjaként dolgozott. Egyes források szerint az 1970-es évek elején, Dom Mintoff miniszterelnök vendégeként a Máltai Egyetemen tanult angol nyelvet.

## Politikai pályája
Mire diplomát szerzett, apja, akit a kormány hivatalos nyilatkozataiban „a nagy vezető” jelzővel illettek, már megszilárdította hatalmát az ország vezetésében. Újraházasodott, és született még egy fia, Kim Phjongil, aki 1988-tól kezdve számos észak-koreai nagykövetségen szolgált Európában, többek között Magyarországon, jelenleg pedig ő az ország lengyelországi nagykövete. Nem tudjuk, hogy Phjongil szóba került-e lehetséges utódként – egyes feltételezések szerint Kim Ir Szen száműzte távoli pozíciókba, hogy megelőzze fiai között a hatalmi harcot.
Az egyetem befejeztével Kim Dzsongil megkezdte a ranglétrán való emelkedését a Koreai Munkapártban, amelynek már 1961 júliusától volt tagja. 1967 és 1969 között figyelmét a hadseregre fordította. Hitt abban, hogy a szervezet bürokratái elnyomták annak politikai szerepét és eltorzították az állam törvényes rendjét. A negyedik pártkongresszus negyedik ülésén az ő javaslatára a párt kizárta soraiból a felelősnek tartott személyeket. 1968-ban kinevezték a párt Központi Bizottságának tagjává. 1969-ben ő lett a propagandáért, 1970-ben a kultúráért és művészetekért felelős megbízott igazgató. Hivatali ideje alatt a koreai szépművészet forradalmasításán fáradozott. A művészeket új stílusban kötelezte alkotni, új formákkal, módszerekkel és tartalommal. Véleménye alapján, hogy a mozi ötvözi a művészetek összes ágát, ezért fejlődése elősegíti a művészet fellendülését, kezdték meg a film terjesztését Észak-Koreában. Számos, Kim Ir Szen tollából származó alkotást filmesíttetett meg. Öt jelentős operát is rendezett, mint az Éden dala és a Virágárus szűz. 1970 szeptemberében a Központi Bizottság alelnöke lett. 1973-ban a Munkapárt szerveződési és propagandaügyi titkárává lépett elő. 1974 februárjában Kim Dzsongil a Politikai Bizottság tagja lett. Még ebben az évben kijelölték Kim Ir Szen utódának.
Az ezt követő 15 évben számos más pozíciót is megszerzett, köztük a kulturális miniszterit és a Dél-Korea elleni párttevékenységek vezetését. 1973-tól jelenléte a párt életében egyre erősödött. A párt mindennapi tevékenysége feletti egyre növekvő befolyása miatt gyakran nevezték a „párt középpontjának”.
Az 1980 októberében megtartott hatodik pártkongresszus idejére már teljesen az ellenőrzése alá vonta a szervezetet. Hangsúlyos pozícióba került a Politikai Bizottságban és a Hadügyi Bizottságban. Ekkoriban vette fel a „kedves vezető” címet, és ezekben az években kezdte a kormány kiépíteni személyi kultuszát apja, a „nagy vezető” mintájára. Rendszeresen dicsőítette a média, úgy hivatkoztak rá mint a „páratlan vezetőre” és a „forradalmi célok nagyszerű örökösére”. Nemsokára Kim Dzsongil Észak-Korea második legbefolyásosabb emberévé állt elő.
Dél-Korea vádjai szerint ő rendelte el a 17 déli tisztviselő életét követelő 1983-as ranguni, mianmari robbantást, és ő állt a Korean Air gépén 1987-ben elkövetett merénylet mögött is, ami mind a 115 fedélzeten tartózkodó ember életét kioltotta. Ez utóbbi esettel kapcsolatban Kim Hjonhi, Észak-Korea ügynöke beismerte, hogy ő rejtette el a robbanószert a repülőgépen, Kim Dzsongil személyes utasítására.
Kimet 1991. december 24-én nevezték ki az észak-koreai fegyveres erők főparancsnokává, ami egy alapvető fontosságú lépés volt, lévén a hatalom tényleges alapja a hadsereg. Úgy sejtik, hogy az egykori védelmi miniszter, Kim Ir Szen leghűségesebb követőinek egyike, O Dzsinvu fogadtatta el személyét a hadsereggel, amire nagy szüksége volt, hiszen sosem szolgált katonaként. Mégis, egyetlen lehetséges kihívója a hatalomért Kim Il egykori miniszterelnök lehetett volna, de őt 1976-ban eltávolították a posztjairól. 1992-ben Kim Ir Szen bejelentette, hogy az ország belügyeit teljes egészében a fia ellenőrzi.
A disszidens Hvang Dzsangjop elmondása szerint Kim Dzsongil vezetése alatt a rendszer még központosítottabbá vált, mint amilyen korábban volt. Bár apja is elvárta minisztereinek teljes lojalitását, a döntéshozatalban is kikérte tanácsukat. Ezzel szemben Kim Dzsongil abszolút engedelmességet várt el az embereitől, és árulásként értékelte a legapróbb különbözőséget is saját nézeteitől. Hvang beszámolói szerint az államot érintő legapróbb ügyeket is személyesen ellenőrizte, így például a szobák számát párttitkárainak házában és az alárendeltjeinek szánt ajándékok kézbesítését.

## Észak-Korea vezetőjeként

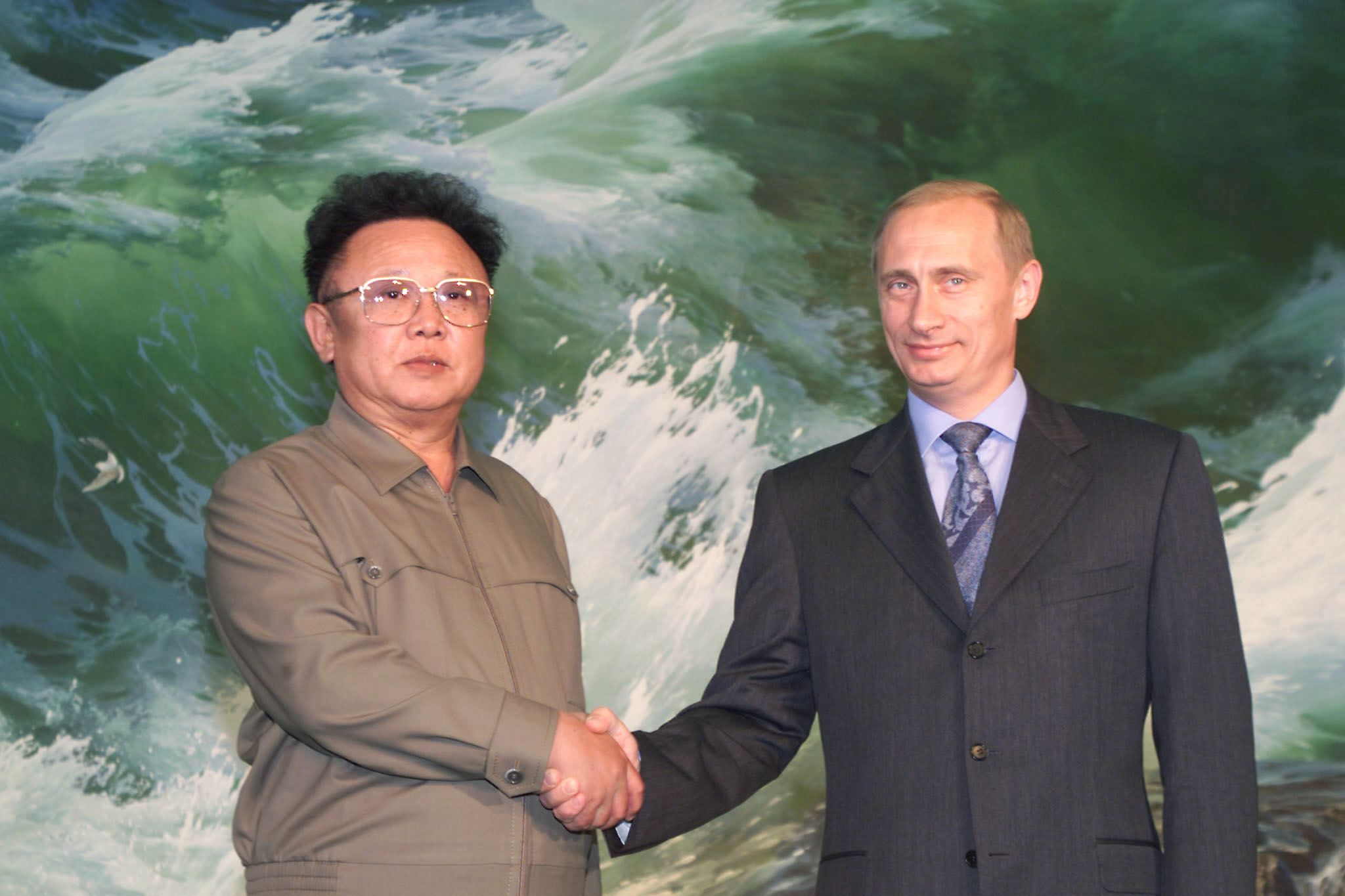
Kim találkozása Putyin orosz elnökkel (2000 júliusa)

Kim Ir Szen 1994. július 8-án, 82 éves korában szívroham következtében elhunyt, azonban mint örökös elnök posztumusz címet kapott, és az iránta való tisztelet jeléül ezt a hivatalt eltörölték. Kim Dzsongil 1997. október 8-án vette át hivatalosan a Koreai Munkapárt főtitkári és 1993. április 9-én a Nemzetvédelmi Bizottság elnöki székét. 1998-ban ezt nyilvánították „a legmagasabb állami hivatallá”, így ettől fogva tekinthetjük Észak-Korea államfőjének.
1997-ben bevezette a Dzsucse-naptárat, amelynek időszámítása Kim Ir Szen születésétől kezdődik. Érdekessége, hogy megegyezik a Kínai Köztársaság Minguo-naptárával.
A Szovjetunió felbomlásával és Kína nyitásával a piacgazdaság felé Észak-Korea külföldi piaca lényegesen lecsökkent. Ezen negatív hatásokat tovább erősítették az 1990-es évek aszályos esztendői és a fellépő jelentős trágyahiány, aminek eredményeképp az egy főre jutó ételadag mennyisége az egészséges minimum alá csökkent. Az országot sújtó éhezés 600 000-3 500 000 ember halálával járt a ’90-es évek során. A halottak számát nemzetközi segélyekkel 1999-re sikerült visszaszorítani.
A gazdaság életben tartására és a rezsim megerősítésére Kim Dzsongil bevezette a hadsereget előnyben részesítő politikáját, a szongunt. Nemzeti szinten az intézkedés 1996 óta folyamatos, de csekély gazdasági növekedést eredményezett.
Kim Dzsongil 1998-ban bejelentette országa szoftveriparának fejlesztését. 2003-ban Észak- és Dél-Korea közti megegyezéssel Kim engedélyt adott a Keszong Ipari Park létrehozására, mindössze néhány kilométerre északra a két állam határa között. 2007-re a park 21 vállalatnak adott otthont 12 000 észak-koreai munkással.
A nehéz gazdasági körülmények ellenére Észak-Korea továbbra is kitart a tervgazdálkodási modellje mellett. Kim Dzsongil folytatta Kim Ir Szen törekvéseit az önellátás kialakítására. Egyes források szerint valutahamisítással és kábítószer-kereskedelemmel próbálják növelni az állami bevételeket. Az illegális tevékenység többek között olyan költséges katonai kiadások fedezését szolgálja, mint az atomprogram.
2004 novemberében az ITAR-TASS orosz hírügynökség meg nem nevezett külföldi diplomatákra hivatkozva jelentette, hogy Kim Dzsongil portréit szerte az országban eltávolították. A hírt a kormány nyomatékosan tagadta. A Radiopress japán rádiófigyelő ügynökség szerint ugyanezen hónap végére az észak-koreai média már nem hivatkozott úgy az ország első emberére, mint „kedves vezető”-re. Ehelyett a Koreai Központi Televízió, a Koreai Központi Hírügynökség és más sajtóorgánumok csak a „Koreai Munkapárt főtitkára”, a „KNDK Nemzetvédelmi Bizottságának elnöke” és a „Koreai Néphadsereg főparancsnoka” titulussal illették. A mai napig nem lehet tudni, hogy ez pártbéli dominanciája csökkenésének jele volt-e, vagy Kim Dzsongil kísérlete nemzetközi megítélésének javítására.

### Megszólítása, címei
Teljes koreai megszólítása 조선로동당 총비서이시며 조선민주주의인민공화국 국방위원회 위원장이시며 조선인민군 최고사령관이신 위대한 령도자 김정일동지
(„A Koreai Munkapárt főtitkára, a Koreai Népi Demokratikus Köztársaság Nemzetvédelmi Bizottságának elnöke, a Koreai Néphadsereg Legfelsőbb Főtábornoka, a Nagy Vezető, Kim Dzsongil elvtárs”) volt.

### Egészségi állapota és az utódlás kérdése
Kim Dzsongil valamikor 2009 közepén döntötte el, hogy utódja legkisebb fia, Kim Dzsongun lesz. A dél-koreai sajtó ekkor már szintén őt tartotta a legvalószínűbb új vezetőnek. Korábban legidősebb fiát, Kim Dzsongnamot tartották a lehetséges utódnak, ám letartóztatása miatt elvesztette a vezér bizalmát.
Sigemura Tosimicu japán professzor, neves Észak-Korea szakértő 2008-ban azt állította, Kim Dzsongil már évek óta halott, s egy dublőr helyettesíti. Sigemura könyvében erre a Kim családban végbement változásokat, valamint video- és hangfelvételek elemzését hozza fel bizonyítéknak. Ugyanő 2009 júliusában a családhoz közel álló forrásra hivatkozva azt mondta, hogy Kim Dzsongil a cukorbetegségének szövődményei miatt hamarosan meghalhat. 2009. július 11-én a dél-koreai YTN kábeltelevíziós csatorna kínai és dél-koreai hírszerzői forrásokra hivatkozva azt jelentette, hogy Kim Dzsongilnek hasnyálmirigyrákja van.
2009. április 9-én Kim először jelent meg a nyilvánosság előtt azóta, hogy egy évvel azelőtt állítólag agyvérzést kapott, amikor a Legfelsőbb Népi Gyűlés, az észak-koreai parlament megerősítette őt vezetői tisztségében.
2009 júniusában Kim Dzsongunt, Kim Dzsongil legkisebb fiát nevezték ki a titkosszolgálat vezetőjének. Más hírek szerint Kim Dzsongunt már becézgetik hazájában. Kim Ir Szent Nagy Vezérnek, Kim Dzsongilt Kedves Vezetőnek hívták, Kim Dzsongunt pedig már Nagy Örökösként és Bölcs Elvtársként emlegetik.
Őt dicsőítő dal a Tangsini opszumjon, csogukto optta.

## Halála
Az észak-koreai televízió 2011. december 19-én jelentette be, hogy Kim Dzsongil december 17-én reggel 8 óra 30 perckor (tehát magyar idő szerint hajnali fél 1-kor) „egy rendkívül intenzív vezetői szemle során” a „hatalmas szellemi és fizikai megerőltetés hatására”, szívelégtelenség következtében elhunyt. A temetést december 28-ra tűzték ki. A temetési előkészületeket vezető bizottság élére Kim Dzsongunt nevezték ki. Halálának hírére Kubában háromnapos nemzeti gyászt rendeltek el, és félárbócra engedték az állami lobogót a középületeken. Az ENSZ Közgyűlése 25 másodperces néma csenddel gyászolta halálát, amelyet több nyugati ország képviselője is bojkottált.
Halála körül a hivatalos propaganda csodákról számolt be. A születésének helyén megrepedt a jég a tavon, és titokzatos fény tűnt fel a hegycsúcson. Testét a phenjani Kumszuszan-mauzóleumban ravatalozták fel üvegkoporsóban, és előkészítették bebalzsamozásra, hogy megőrizzék azt az utókornak. Temetésére december 28-án került sor. Gyászmenetét örököse, Kim Dzsongun vezette, és a menetben ott volt sógora, Csang Szongthek is, két másik fiát azonban nem lehetett látni. Az út két oldalán sok százezer zokogó gyászoló állt, külföldi delegációkat nem hívtak meg. A temetésre az azt megelőző napokban 120 kamion hozta a virágokat Kínából.

## Családja

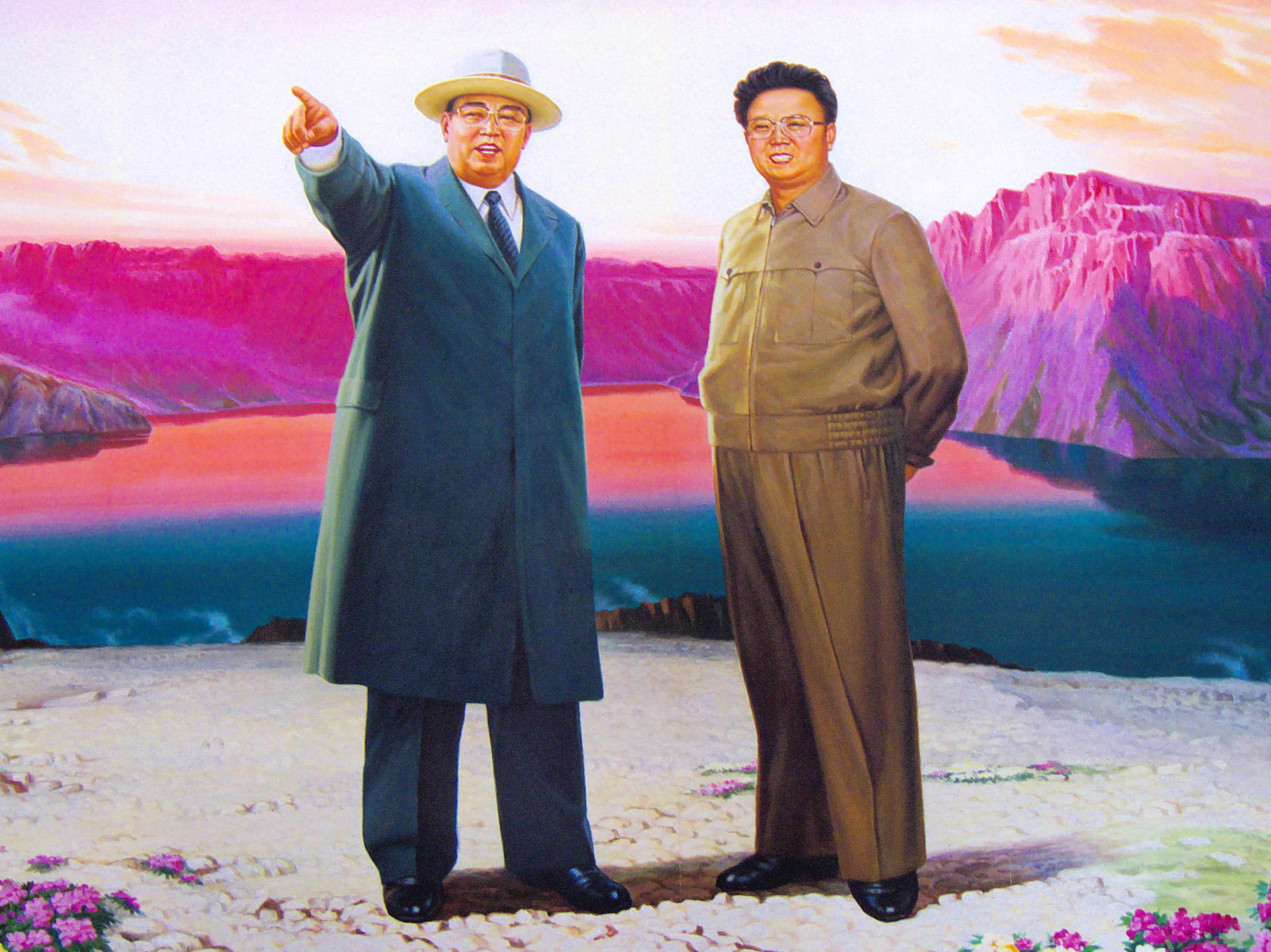
Észak-koreai propaganda kép; a Pektu-hegy szentnek tartott krátertava előtt Kim Ir Szen és Kim Dzsongil pózol

Nincs hivatalos információ arról, hogy Kim hányszor házasodott, a legvalószínűbb viszont az, hogy egy felesége és három szeretője volt. Legkevesebb hét gyermeke született: négy lány,
- Kim Hjegjong (김혜경 1968 –, Kim Hye-gyong)
- Kim Szolszong (김설송 1973 –, Kim Sol-song)
- Kim Cshunszong (김춘송 1975 –, Kim Chun-song)
- Kim Jodzsong (김여정 1987 –, Kim Yo-jong)

és három fiúgyermek:
- Kim Dzsongnam (김정남 1971 – 2017, Kim Jong-nam)
- Kim Dzsongcshol (김정철 1981 –, Kim Jong-chol)
- Kim Dzsongun (김정은 1984 –, Kim Jong-un).[30]

Kim Dzsongil felesége, Jongszuk (Yong-suk), egy magas rangú katonai tisztviselő lánya volt, akit Kim Ir Szen választott fia számára.

## Érdekességek
Felépíttetett egy falut, amelynek a Kidzsong-tong (Kijongdong) nevet adták.